# アブハジア

アブハジア共和国
Аҧсны Аҳәынҭқарра（アブハズ語）
Респу́блики Абха́зия（ロシア語）

国の標語：なし
国歌：Аиааира（アブハズ語）
  勝利 

法定通貨はアプサラであるが、ロシア・ルーブルが流通している。

アブハジア自治共和国
აფხაზეთის ავტონომიური რესპუბლიკა

アブハジア (アブハジア)アブハジア (ジョージア)アブハジア (ヨーロッパ)アブハジア (アジア)クヴェモ・アジャラスフミ 実効支配していた地域（-2008年）。緑の部分は2008年より支配のコドリ渓谷と中心地域のクヴェモ・アジャラ。

コドリ溪谷地域の拡大図

人口、面積値はジョージア軍が実効支配していたコドリ渓谷のもの。
通貨・時間帯などはジョージアを参照。

アブハジア（アブハズ語: Аҧсны́ Apsny [apʰsˈnɨ]、グルジア語: აფხაზეთი Apkhazeti [ɑpʰxɑzɛtʰi]、ロシア語: Абха́зия Abkhа́ziya ロシア語発音: [ɐpˈxazʲɪjə]、英語: Abkhazia）は、コーカサスの一地域。国際的にはジョージア（ロシア語名グルジア）の一部とされている。
ジョージアはアブハジア自治共和国（グルジア語: აფხაზეთის ავტონომიური რესპუბლიკა、Autonomous Republic of Abkhazia）として自国に属すると主張しているが、事実上、アブハジア共和国（アブハズ語: Аҧсны Аҳәынҭқарра、Republic of Abkhazia）として独立状態にある。その独立は国際的には認知されていなかったが、2008年8月26日にロシアが承認を発表した。また、2008年9月にニカラグアが、2009年9月にベネズエラ、12月にはナウル、そして2018年5月にシリアが独立を承認している。首都は共和国/自治共和国ともにスフミ。

## 名称
アブハズ人はこの地をАҧсны（Apsny）と呼んでおり、「魂の土地（国）」という意味である。また転じて「死の国（死すべき存在）」という意味もある。グルジア語（ジョージア語）ではაფხაზეთი（Apkhazeti）と呼ばれており、ロシア語や日本語読みのアブハジア（Абхазия、Abkhazia）はグルジア語が由来である。
独立を宣言しているアブハジア共和国の憲法に記載されている公式国名および略称は以下の通り。なお、アブハジア共和国の公用語はアブハズ語とロシア語（政府などが使用）である。
- 公式国名
  - アブハズ語: Аҧсны Аҳәынҭқарра Aphsny Axwynthkharra
  - ロシア語: Респу́блики Абха́зия Abkhaziya Respublika
  - グルジア語: აფხაზეთის რესპუბლიკა Apkhazeti Resp'ublik
  - 英語: Republic of Abkhazia
  - 日本語ではアブハジア共和国と訳される。

- 略称
  - アブハズ語: Аҧсны́ Apsny
  - ロシア語: Абха́зия Abkhа́ziya
  - グルジア語: აფხაზეთი Apkhazeti
  - 英語: Apsny
  - 日本語ではアブハズ語読みのアプスニイ、アプスニィと呼ぶことがある。

しかし公式略称であるアプスニイ（Apsny）と国外で呼ばれることはまれであり、一般的にアブハジア（Abkhazia）と呼ばれることが多い。

## 地理

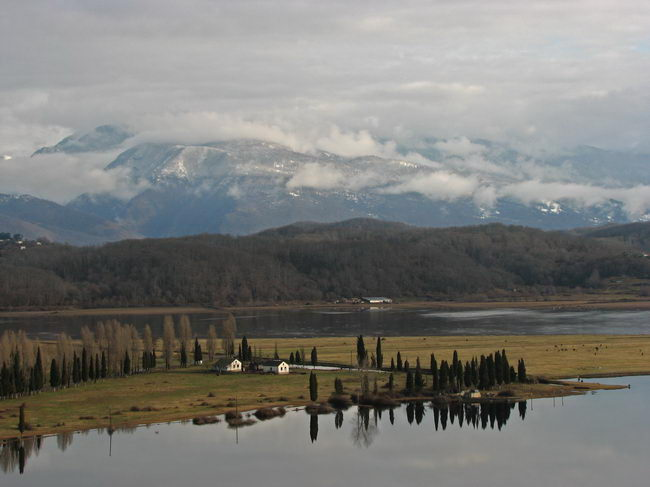
黒海沿岸のリゾート地・ピツンダ

アブハジアはジョージアの最西端に位置し、黒海北岸に面する。北のカフカス山脈をロシア連邦との国境とする。山がちな地域であり、居住地は黒海沿岸やいくつかの峡谷に限られている。気候は温暖で、ロシア帝国・ソビエト連邦時代にはガグラなどのリゾート都市が国内屈指の保養地として知られた。茶やタバコ、ワイン、果実などを産する。

## 住民
| 民族構成 2011年 | 民族構成 2011年 | 民族構成 2011年 | 民族構成 2011年 | 民族構成 2011年 |
| --------------- | --------------- | --------------- | --------------- | --------------- |
|                 |                 |                 |                 |                 |
| アブハジア人    | アブハジア人    |                 | 50.7%           | 50.7%           |
| アルメニア人    | アルメニア人    |                 | 19.2%           | 19.2%           |
| グルジア人      | グルジア人      |                 | 17.4%           | 17.4%           |
| ロシア人        | ロシア人        |                 | 9.1%            | 9.1%            |
| ギリシャ人      | ギリシャ人      |                 | 0.6%            | 0.6%            |

アブハジアの人口については、紛争の続く地域であるため正式な統計は存在しないが、2003年に行われたアブハジア共和国国勢調査では人口は215,972人であった。だがこの結果についてはジョージア当局が異議を唱えており、ジョージア統計局の推計したアブハジアの人口は2003年179,000人、2005年178,000人である 。2007年の段階ではおおよそ18万人程度ではないかと見られている。またアブハジア国営通信社"アプスニイプレス（Apsnypress）"の報道によると、2011年2月の国勢調査でのアブハジアの人口は240,075人である。
2011年の国勢調査によると、アブハジア人が50・7%、アルメニア人が19.2%、ジョージア人（カルトヴェリ人およびメグレル人などの支族の合計）が17.4%、ロシア人が9.1%となっている。
ソビエト連邦時代における最後の国勢調査（1989年）では、人口は約52万人、そのうちの48%がグルジア人（その多くはカルトヴェリ人の支族に当たるメグレル人）、17%がアブハズ人（アブハジア人）であり、その他少数民族としてロシア人、アルメニア人、ギリシャ人などが居住していた。1990年代始めにグルジアからの独立を求める紛争（アブハジア紛争）が起こり、その過程で80%以上のグルジア系住民が国外へ脱出したほか、アブハジア人などの流出も発生し、人口は半分以下に減少した。なお、グルジア系住民減少の原因として、民族浄化の存在を指摘する声も存在する。
また、木村三浩の報告によるとシベリア抑留による日本人の子孫の存在も報告されている。

## 宗教
アブハジアに居住する人の中では主にキリスト教（東方正教会（アブハジア正教会）およびアルメニア使徒教会）、イスラム教スンニ派を信仰する人、または無宗教の人が多いが、調査でキリスト教やイスラム教を信仰すると答えた人の中でも、礼拝など宗教儀式に参加すると答えた人は少数である。また、ごく少数ながらユダヤ教、エホバの証人また他の新宗教の信者もいる。なお「エホバの証人」は1995年制定の法令によって禁止されたが、当該法令は施行されておらず、2005年の報告によれば約1,500人の信者がいるという。
アブハジアおよびジョージア国憲法では、あらゆる宗教の信仰者は（無神論者も同じく）、法の下に平等であると定められている。
2003年にアブハジアに居住する人に対して行われた調査によると、60%はキリスト教徒、16%はイスラム教徒、8%は無神論者（無宗教）、8%はアブハジアの伝統的な宗教（ペイガン、異教）を信仰すると答えている。

## 歴史

### 古代からロシアによる征服まで
カフカース西部に人が最初に住み着いたのは、紀元前4000年から紀元前3000年ごろのことである。紀元前9世紀から紀元前6世紀にかけて、現在のアブハジアは古代コルヒダ王国（古代コルキス王国、グルジア語：კოლხეთი、ラテン語転写：Colchis）の一部であった。紀元前63年にはエグリシ王国に組み込まれる。アブハジアの首都スフミは、この時代にギリシア人によって黒海沿岸に建設された交易港の一つディオスクリア (Διοσκουριάς) を起源としている。
エグリシ王国は1世紀にローマ帝国によって征服され、4世紀までその支配を受けた。その後は独立を回復したが、東ローマ帝国の影響下に置かれ続けた。6世紀半ばにはアブハズ人たちはキリスト教を奉じるようになった。7世紀から9世紀まで、アブハジアは、東ローマ帝国に服属しながらも、半ば独立した地位を保った。13世紀には、グルジア系のイメレティ王国（1260年–1810年）に編入される。
16世紀、アブハジアを含む西グルジアはオスマン帝国に征服され、アブハズ人たちは一部イスラムに改宗した。18世紀半ば、オスマン勢力は駆逐され、グルジア系の独立国家が建設された。

### ロシアの支配・ソビエト連邦
ロシア帝国のカフカースへの進出は、住民の激しい抵抗に遭った。1801年から1864年にかけて、グルジアの国土は段階的にロシアに編入されていった。1829年から1842年の間に、アブハジアもロシアの保護下に置かれるようになり、1864年には主権が剥奪された。その過程で、ロシア帝国によるムスリムの迫害を恐れ、多くのアブハズ人がオスマン帝国に逃れた。アブハジア側の主張では、このときに残された土地に多くのアルメニア人やグルジア人、ロシア人が住み着いたことで、アブハズ人は少数派になった。ブリタニカ百科事典によれば、1911年のスフミの人口43,000人のうち、3分の2はグルジア系メグレル人、3分の1がアブハズ人である。
ロシア革命後、アブハジアはボリシェヴィキ政権から文化的・政治的な自治を与えられた。1921年3月31日には現在の「アブハジア」を統治するアブハジア社会主義ソビエト共和国が設置された。だが、1931年2月19日にはスターリンによってグルジア・ソビエト社会主義共和国（グルジアSSR）に属する自治共和国（アブハズ自治ソビエト社会主義共和国）とされた。実際には自治はほとんど機能せず、グルジア化が強く進められた。アブハズ語が禁止されるとともにグルジア語が公用語として強制され、多くのアブハズ人が粛清で命を落とした。グルジア人のアブハジアへの移住も奨励された。スターリンの死後になって、アブハジアの自治は回復された。

### アブハジア紛争
1980年代末期にソビエト連邦の結束が崩れ始めると、グルジアの独立をめぐってアブハズ人とグルジア人の間に緊張が生まれた。すでに1989年には、独立グルジアへのアブハジアの統合が、グルジアの民族主義者たちによって声高に主張されていた。多くのアブハズ人たちは、新たな「グルジア化」につながるとの考えからこれに反対し、その代わりに、独立の共和国としてのアブハジアの建設を考え始めた。両者の論争は熱を帯び、1989年7月16日には、大学の学生の受け入れをめぐって、スフミで暴動が起こった。このとき、16人が死亡し、137人が負傷したと言われている。暴動は数日間続いた後、ソビエト軍によって鎮圧された。　　　
1991年4月9日、グルジアが独立を宣言する。初代大統領ズヴィアド・ガムサフルディアは、1991年12月から1992年1月にかけての軍事クーデターで追放された。その後、1992年3月、ソビエト連邦の外務大臣であったエドゥアルド・シェワルナゼが最高権力者に就任する。
1992年2月21日、グルジアの軍事評議会は、ソビエト連邦期の憲法を廃止し、1921年に制定されたグルジア民主共和国の憲法を復活させることを宣言。これを、アブハズ人たちは、自治権の廃止ととらえた。これに応えて、1992年7月23日にはアブハジア自治政府が独立を宣言したが、国際的な認知は得られなかった。グルジア政府は3,000人の部隊をアブハジアに送り、スフミにおいて、アブハジアの分離主義武装グループとの間で激しい戦闘が起こった。1週間の戦闘で双方に多くの犠牲者を出した末、グルジア政府はアブハジア自治政府を廃した。
アブハジア側の敗北の後、北コーカサス地方の諸共和国からやってきた義勇軍がアブハジアの分離主義グループに合流し、再びグルジア政府軍との交戦が始まった。1992年9月の反乱軍は攻勢によって、グルジア軍は劣勢に立った。シェワルナゼ政権は、アブハジアの分離主義者に対して密かに軍事的な支援を行っているとしてロシアを非難した。1992年から1993年にかけて、過激派指導者シャミル・バサエフはアブハジア紛争に武装勢力「チェチェン大隊」を率いて介入し、義勇軍を称してアブハジア独立を阻止する立場のグルジア軍と戦った。裏には、ロシア連邦軍参謀本部情報総局（GRU）の工作があったとされ、バサエフ麾下の武装勢力は、GRUによって直接訓練を受け、アブハジアに介入するように指示されたという。1992年末には、反乱軍がスフミ以西のアブハジアの大部分を掌握した。「民族浄化」が双方に起こり、この段階で約3,000人が殺されたとされる。
1993年7月、アブハジア軍は、スフミを管理していたグルジア軍に対する攻撃に出た。町は包囲され、シェワルナゼも町中に幽閉される事態となった。7月末に停戦合意が成ったが、9月半ばにアブハジア軍が攻撃を再開したことで停戦は破られた。10日間の激しい戦闘を経て、1993年9月27日にスフミはアブハジア軍の手に落ちた。これによってアブハジア自治共和国政府はグルジア首都のトビリシに亡命。新たに大統領に指名されて間もないシェワルナゼはこのとき、何事が起ころうともスフミに留まると宣言していたが、滞在していたホテルが狙撃手によって攻撃され、ロシア海軍に助けられてスフミから脱出した。1993年10月、国連安保理はアブハジアの軍事行動、民族浄化を非難。
折りしもサメグレロ地方で高まっていたズヴィアド・ガムサフルディア前大統領の支持者たちの騒乱に乗じて、アブハジア軍はアブハジアの大部分を手中に収めた。一方のグルジア軍はコドリ渓谷と呼ばれるアブハジアの一部地域まで勢力を削られた。ここに至るまでに、ほぼすべての非アブハズ人の住民が陸路や海路で脱出し、その過程で約1万人が命を落としたと考えられている。25万人から30万人ほどの難民が発生した。
1994年5月15日に停戦合意が成立し、国際連合の平和維持軍が停戦の監視に当たっている。以後、戦闘は起こっていないが、その代わり、繰り返し行われている交渉による事態の大きな進展もない。グルジアの難民問題は深刻である。
アブハジア政府はグルジア政府の承認がないまま、1994年11月4日に新しい憲法を採択し、主権を宣言した。また、1996年11月23日には選挙が行われ、2004年10月にも再び大統領選挙が行われた。
アブハジア自治共和国政府は1993年にトビリシに亡命していたが、2006年7月にグルジア軍が実効支配するコドリ渓谷に移った（アブハジアに戻った）。
2008年8月8日、アブハジアと同じくグルジアからの分離を求めて事実上独立状態にある南オセチア自治州にグルジア軍が侵攻。これに対してロシア軍がロシア人の保護を名目に同自治州に侵攻し、グルジアと戦争状態に突入した。これと呼応してロシア軍とアブハジア軍が、アブハジアの一部であるコドリ渓谷を実効支配するグルジア軍を攻撃し、戦争がアブハジアにまで拡大した。結果、グルジア軍はコドリ渓谷から駆逐され、アブハジア自治共和国政府も追放されまたトビリシに亡命した。
2008年2月17日のコソボ独立宣言や南オセチア紛争を受け、ロシアなど独立国家共同体(CIS)、国際連合に対し、近くグルジアからの独立承認を求める方針を明らかにしたと報道された。8月20日、アブハジア議会はロシアに対する独立承認要請採択を承認した。8月26日、ロシアのメドヴェージェフ大統領が、南オセチアと共にアブハジアのグルジアからの独立を認める大統領令に署名したことで、ロシアにグルジアの領土保全の意思がないと明らかになった。コーカサス研究の廣瀬陽子によれば、アブハジアはロシアによるロシア化が進められていると指摘されている。しかし、2022年3月に南オセチアがロシアへの編入を目指す動きを見せた際には、アブハジアは同調していない。

## 政治
アブハジアの国家元首は、大統領であり、行政府の長も兼ねる。大統領の任期は5年で、再選は2期までである。
内閣は、大統領に直属し、大統領の任期中に活動し、新大統領の選出とともに総辞職する。
議会は、一院制。任期5年、定数35人。

### 外交
2006年6月14日、国際的に未承認のアブハジア、南オセチア、沿ドニエストル共和国の3カ国の大統領が、スフミで会談を行い、共同声明の形で民主主義と民族の権利のための共同体の設立を宣言した。
2008年8月26日、ロシア連邦のメドヴェージェフ大統領は、アブハジアの独立を承認する大統領令に署名した。9月には、ニカラグアのダニエル・オルテガ大統領が独立を承認した。2008年9月17日、ロシア連邦はアブハジアとの友好協力条約に調印した。なお、アルツァフ共和国（別名：ナゴルノ・カラバフ共和国）を承認している（2023年10月に事実上消滅しアルメニアに亡命）。
2017年8月、ロシアのプーチン大統領が訪問し、2008年にジョージア軍とロシア軍が衝突した紛争勃発から9年に当たり、ロシアはアブハジアへの事実上の実効支配を誇示した。

#### 国家承認している国連加盟国
- ロシア
- ニカラグア
- ベネズエラ
- ナウル
- シリア

#### 国家承認している国連非加盟国
- 沿ドニエストル共和国
- 南オセチア共和国
- アルツァフ共和国

#### かつて承認していた国
- バヌアツは2011年5月に承認したが[22]、2013年5月にジョージアとの関係から撤回している[23][24]。
- ツバルは2011年9月に承認したが[25]、こちらも2014年3月にジョージアとの関係から撤回している[26]。

#### アブハジアが国家承認している地域
以下はアブハジア政府が独立国家として承認している地域である。
- 沿ドニエストル共和国
- 南オセチア共和国
- アルツァフ共和国 - 2023年ナゴルノ・カラバフ衝突を経て2023年10月4日に事実上消滅し、以降はアルメニアに亡命。

## 地方行政区分

アブハジアの地方行政区分

アブハジア共和国は以下の7つの地区（ラヨン）に分かれ、それぞれの地区の名称はその中心都市の名前となっている。それぞれの地区はグルジアSSR時代の1995年にオチャムチラ及びガル地区の一部を分割併合して設立されたトクアルチャル地区を除いて、ソビエト連邦時代と同じものとなっている。
共和国大統領は、地区議会が選出した者を地区の首長として任命する。村の首長は議会により選出された者が地区の首長から任命される。
ジョージアで使用されるアブハジア自治共和国の地方行政区分は、新しいトクアルチャル地区を除いて同じものとなっている。
1. ガグラ地区（Gagra）
2. グダウタ地区（Gudauta）
3. スフミ地区（Sukhumi）
4. グルリプシ地区（Gulripsh）
5. オチャムチラ地区（Ochamchira）
6. トクアルチャル地区（Tquarchal (Tkvarcheli)）
7. ガル地区（Gali (Gal)）

## 郵便切手
アブハジアの「国名」を称した郵便切手が切手市場に出回っており、その中には例えば1998年に発行された、アメリカのビル・クリントン大統領とモニカ・ルインスキーの不倫疑惑を皮肉ったものなどがある。これらの切手はアブハジア政府によって公認されたものではなく、実際に郵便に使用された例は確認されていない。
これらとは別に、実際にアブハジア郵政によって発行された正当な切手も存在し、アブハジア領域内同士の郵便には使える。しかしアブハジアは国際的に承認されておらず万国郵便連合に加盟していないこともあり国際郵便には使えず、外国とのやりとりは主にロシアを経由して行われている。2009年度版のスコットカタログには、アブハジアの切手は採録されていない。

## 仮想通貨のマイニング
ロシアによる独立承認後、ほぼ同時期に世界で仮想通貨の流通が開始された。一部の仮想通貨では信用取引を保証する改ざんの不可逆性を担保するデータの付加が求められており、このデータを得るにはその仮想通貨による全ての取引を参照して計算しなくてはならないため、膨大な計算量を必要とする。しかしボランティア的に行われるこの計算を成功させた者には仮想通貨での報酬が与えられる。この労力に見合う報酬が得られることから、この計算は仮想通貨における「採掘（マイニング）」と呼ばれている。
マイニングを行うため、高性能なコンピュータを設置して計算させ、そのための安価な電気代で稼働できる場所探しが世界中で一斉に行われ、安価な電気代を提供していたオルドス市などとともにアブハジアにも投資が集中した。しかし、こうした地域での電力インフラの多くは脆弱であり、また投資により一気に増えた負荷にも対応できなかった。アブハジアでも2019年初頭にはマイニング施設は15箇所に及び、電力量は1800世帯分に相当するまでに拡大していた。このため、アブハジア政府は冬季の電力供給を確保するため施設の一時的な閉鎖を発表した。